# アルフレッド・サンシエ
アルフレッド・サンシエ（Alfred Sensier, 1815年12月25日 - 1877年1月7日）は、フランスの実業家で、フランス美術、特にバルビゾン派を取り上げた批評家・伝記作家。

## 生涯
公証人の息子として生まれ、法律を学ぶ傍ら、美術への関心を深めた。
1846年、テオドール・ルソーと知り合い、後に彼の伝記を書くことになる。そのほか、ジュール・デュプレ、アントワーヌ＝ルイ・バリー、コンスタン・トロワイヨン、ナルシス・ディアズ・ド・ラ・ペーニャ、そしてジャン＝フランソワ・ミレーとも親交を結ぶ。
1848年4月1日、ルーヴル美術館の主任に任命される。
1851年から1873年6月1日の退官まで、フランス内務省の美術部門で勤務した。
Jean Ravenelの名前で美術展の批評を書くなどし、次第にバルビゾン派を世に知らせる役割を担っていった。
1869年、Ernest Feydeauとともに美術誌を創刊し、翌年の休刊まで、同誌に論文を寄せ、そのうちテオドール・ルソーの回顧は1872年に一冊の本となった。また、1873年にはGerorges Michelについての論文を発表、そしてジャン＝フランソワ・ミレーの伝記を書き始めたが、死によって未完成に終わった。2人の友人ルソーとミレーの墓と並んで埋葬されている。遺稿はまとめられて1881年に出版された。
1873年5月9日、レジオンドヌール勲章を受章。

## 著作
- 11 février 1878 (préface d'Étienne Charavay) [s.d.]
- Étude sur Georges Michel, 1873
- Journal de Rosalba Carriera pendant son séjour à Paris en 1720 et 1721, 1865
- Olivier de Serres, agronome du XVIe siècle, sa vie, ses travaux, ses écrits (sous le pseudonyme de Reisnes), 1858
- Souvenirs sur Th. Rousseau, 1872
- La Vie et l'oeuvre de J.-F. Millet, 1881